# كأس أبطال الكؤوس الآسيوية 1997–98
يرد أدناه الفائز بكأس أبطال الكؤوس الآسيوية 1997–98، منافسة كرة القدم التي يديرها الاتحاد الآسيوي لكرة القدم.

## الدور الأول

### غرب آسيا
| الفريق الأول      | إجم.  | الفريق الثاني | مباراة الذهاب | مباراة الإياب |
| ----------------- | ----- | ------------- | ------------- | ------------- |
| كايرات ألماتي     | 4–2   | وخش قرغانتبه  | 3–0           | 1–2           |
| كوبيتداغ عشق آباد | 6–3   | نيتفشي فرغانه | 4–0           | 2–3           |
| الشباب            | 4–31  | أهلي الحديدة  | 2–0           | 2–3           |
| النجمة            | 0–3   | الاتحاد       | 0–0           | 0–3           |
| نادي البحرين      | 4–5   | كاظمة         | 2–3           | 2–2           |
| السيب             | 3–4   | الشرطة        | 3–2           | 0–2           |
| برق شيراز         | إعفاء |               |               |               |
| النصر             | إعفاء |               |               |               |
| آيك بيشكك         | انسحب |               |               |               |

1 كلا المباراتين في الإمارات العربية المتحدة

### شرق آسيا
| الفريق الأول                      | إجم.  | الفريق الثاني              | مباراة الذهاب | مباراة الإياب |
| --------------------------------- | ----- | -------------------------- | ------------- | ------------- |
| إيست بنغال                        | 11–0  | نادي تريبوفان              | 8–0           | 3–0           |
| أولد بنديكتينس                    | 0–8   | أباهاني كي سي              | 0–5           | 0–3           |
| بكين غوان                         | 12–01 | نيو رادينت                 | 4–0           | 8–0           |
| إينستانت ديكت                     | 3–6   | القوات المسلحة السنغافورية | 2–3           | 1–3           |
| سوون سامسونغ بلووينغز             | 9–1   | هاي كوان                   | 5–1           | 4–0           |
| القوات الجوية الملكية التايلاندية | 2–1   | ميلاكا تلكوم               | 0–0           | 2–1           |
| فيردي كاواساكي                    | إعفاء |                            |               |               |
| بي إس إم ماكاسار                  | إعفاء |                            |               |               |

1 لعبت كلا المباراتين في الصين، مباراة الذهاب في بكين، أما مباراة الإياب في ونجو.

## الدور الثاني

### غرب آسيا
| الفريق الأول  | إجم.   | الفريق الثاني     | مباراة الذهاب | مباراة الإياب |
| ------------- | ------ | ----------------- | ------------- | ------------- |
| كايرات ألماتي | 3–3(ق) | كوبيتداغ عشق آباد | 3–1           | 0–2           |
| الشباب        | (ا/س)1 | النصر             |               |               |
| برق شيراز     | 2–3    | الشرطة            | 1–1           | 1–2           |
| الاتحاد       | 1–02   | كاظمة             | 1–0           | 0–0           |

1 انسحب الشباب 

2 كلا المباراتين في قطر

### شرق آسيا
| الفريق الأول                      | إجم. | الفريق الثاني         | مباراة الذهاب | مباراة الإياب |
| --------------------------------- | ---- | --------------------- | ------------- | ------------- |
| القوات الجوية الملكية التايلاندية | 1–2  | بي إس إم ماكاسار      | 1–2           | 0–0           |
| القوات المسلحة السنغافورية        | 0–8  | سوون سامسونغ بلووينغز | 0–2           | 0–6           |
| أباهاني كي سي                     | 0–3  | بكين غوان             | 0–1           | 0–2           |
| فيردي كاواساكي                    | 5–3  | إيست بنغال            | 5–2           | 0–1           |

## ربع النهائي

### غرب آسيا
| الفريق الأول      | إجم. | الفريق الثاني | مباراة الذهاب | مباراة الإياب |
| ----------------- | ---- | ------------- | ------------- | ------------- |
| كوبيتداغ عشق آباد | 5–1  | الشرطة        | 4–0           | 1–1           |
| النصر             | 3–2  | الاتحاد       | 0–0           | 3–2           |

### شرق آسيا
| الفريق الأول     | إجم. | الفريق الثاني         | مباراة الذهاب | مباراة الإياب |
| ---------------- | ---- | --------------------- | ------------- | ------------- |
| فيردي كاواساكي   | 0–3  | بكين غوان             | 0–2           | 0–1           |
| بي إس إم ماكاسار | 0–13 | سوون سامسونغ بلووينغز | 0–1           | 0–12          |

## نصف النهائي
| النصر                      | 2–1 | كوبيتداغ عشق آباد |
| -------------------------- | --- | ----------------- |
| الجمعان 10' · عبد الله 39' |     | ماغدييف 79'       |

| بكين غوان | 0–5 | سوون سامسونغ بلووينغز                                                        |
| --------- | --- | ---------------------------------------------------------------------------- |
|           |     | أولارويو 36' · لي كي-هيونغ 58' · بارك كون-ها 73' (ركلة.)، 84' · تشو هيون 90' |

## مباراة المركز الثالث
| بكين غوان | 4–1 | كوبيتداغ عشق آباد |
| --------- | --- | ----------------- |
|           |     |                   |

## النهائي
| النصر        | 1–0 | سوون سامسونغ بلووينغز |
| ------------ | --- | --------------------- |
| ستويتشكوف 9' |     |                       |

## البطل
| كأس أبطال الكؤوس الآسيوية 1997–1998 النصر اللقب الأول |